# 제프 앳우드
제프 앳우드(영어: Jeff Atwood, 1970년~)는 미국의 소프트웨어 개발자, 작가, 블로거 및 기업가다. 그는 컴퓨터 프로그래밍 질문을 위한 스택 오버플로 웹사이트와, 이를 포함한 질문 및 답변 네트워크인 스택 익스체인지를 공동 창업했다. 그는 프로그래밍 과 인간공학에 초점을 맞춘 컴퓨터 프로그래밍 블로그 코딩 호러 (영어: Coding Horror)를 운영하고 있다. 2024년 현재 제프 앳우드는 오픈 소스 인터넷 토론 플랫폼인 디스코스를 개발해 운영하고 있다.

## 경력

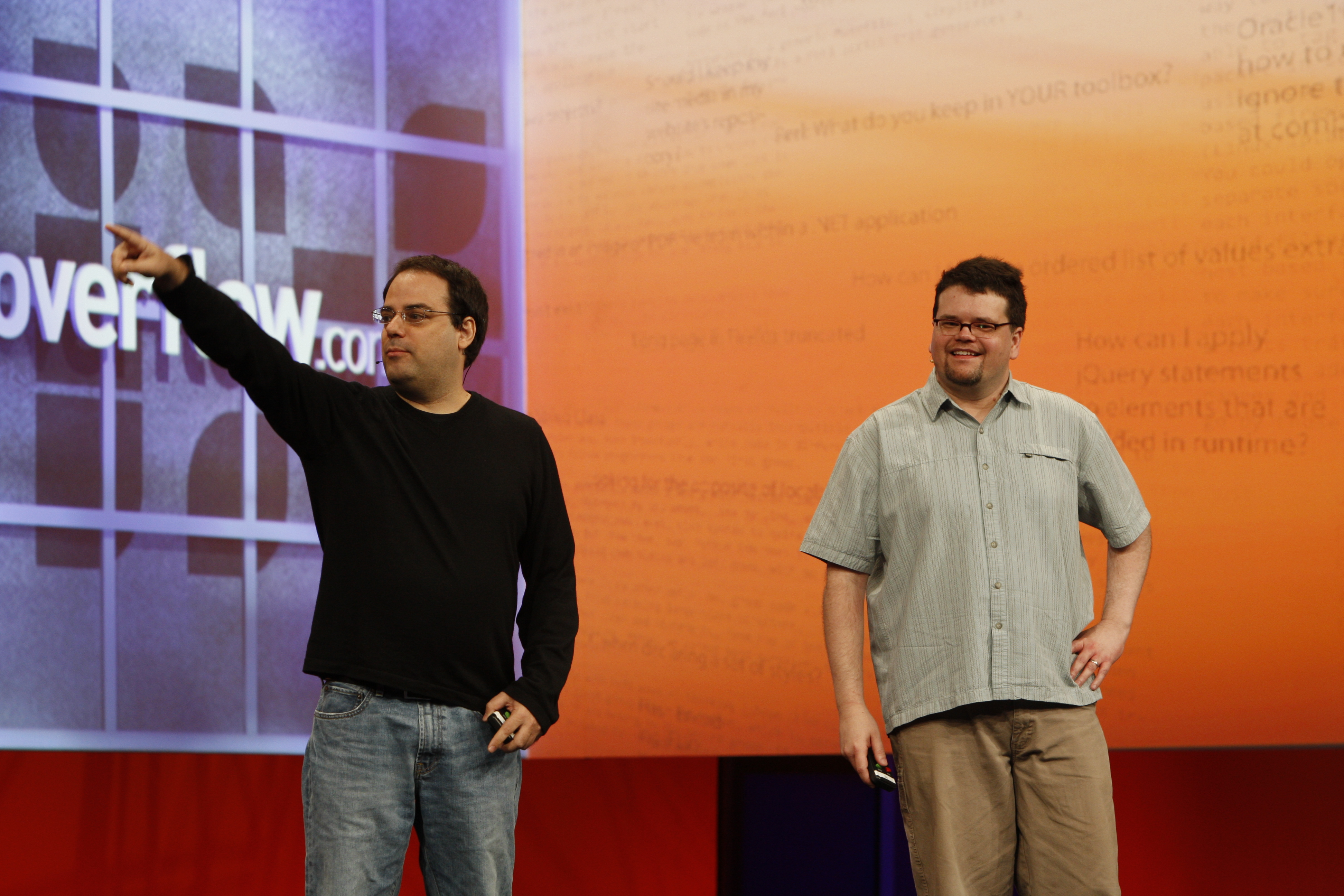
MIX 2009에서 조엘 스폴스키와 제프 앳우드

제프 앳우드는 2004년에 프로그래밍 블로그인 코딩 호러를 시작했으며, 그 과정에서 조엘 스폴스키를 만나게 되었다. 2008년에 앳우드는 스폴스키와 함께 프로그래밍과 관련 질문과 답변을 주고받을 수 있는 웹 사이트인 스택 오버플로를 설립했다. 이 사이트는 빠르게 큰 인기를 얻었고 이후 시스템 관리자 위한 Server Fault, 일반적인 컴퓨터 관련 질문을 위한 Super User를 이어 생겨났으며, 커뮤니티에서 결정한 주제에 대한 많은 Q&A를 주고 받을 수 있는 웹 사이트 네트워크인 스택 익스체인지가 생겨났다.
2008년부터 2014년까지 앳우드와 스폴스키는 스택 익스체인지의 개발 진행 상황과 광범위한 소프트웨어 개발에 관한 주제들을 다루는 주간 팟캐스트를 시작했다. 제프 앳우드는 2008 Canadian University Software Engineering Conference의 기조 연설자이기도 했다.
2012년 2월 앳우드는 가족과 더 많은 시간을 보내기 위해 스택 익스체인지에서 퇴사했다.
2013년 2월 5일 앳우드는 자신의 새로운 회사인 Civilized Discourse Construction Kit, Inc.를 발표했으며, 주력 제품은 오픈 소스 차세대 토론 플랫폼인 디스코스이다. 앳우드는 1990년 이후로 발전하지 않은 것처럼 보이는 현재 게시판 소프트웨어에 대한 좌절감에서 이를 개발했다고 밝혔다. 2023년 2월 1일부터 CEO직에서 물러나 회장직을 맡고있다.
앳우드는 2013년에 CODE 라는 기계식 키보드를 출시하기도 했다.